# Площина ковзання

Розташування площин ковзання залежить від типу кристалічної ґратки. Кристал, що ліворуч, має лише дві площини, тоді як кристал, що праворуч, має три щільні площини. Отже, матеріал з другою решіткою за своєю природою є пластичнішим

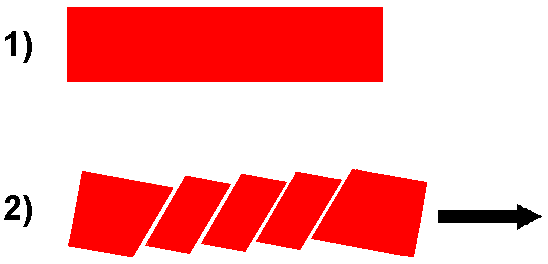
Схематичне зображення механізму ковзання

Площина́ ко́взання (рос. плоскость скольжения, англ. slip plane) — площина в кристалі (зокрема металічному), вздовж якої одна частина кристала здатна рухатися відносно іншої частини під дією сили, прикладеної до кристала, при тому одна частина кристалічних ґраток ковзає по іншій її частині, що зумовлює тягучість кристалів.
Для кожної кристалічної решітки може існувати декілька площин ковзання. Ковзання відбувається так, що атомні шари не відокремлюються один від одного й атоми в площині ковзання переміщаються на ціле число трансляцій так, що атомна структура зберігається.
Експерименти показали, що процес ковзання є анізотропним, тобто зміщення атомних шарів в кристалі відбувається не у напрямку дії сили, а по кристалографічних площинах і напрямах, визначених геометрією структури. У площинах ковзання спостерігається, зазвичай, найщільніше упакування атомів. Елементарні зміщення при ковзанні в щільноупакованих структурах вимагають найменшого зусилля, оскільки вони є найменшими із можливих зсувів у кристалі.